# Bataille de Gámeza
Guerre d'indépendance de la Colombie
Batailles
m
Première république (1810-1815)
- Bajo Palacé
- Magdalena
- Admirable
- Guerre Civile
- Nariño dans le Sud
- Río Palo
- Tolú

Reconquête espagnole (1815-1819)
- Carthagène des Indes
- Cachirí
- Cuchilla del Tambo
- La Plata
- Régime de terreur

Campagne libératrice (1819)
- Paya
- Passage des Andes
- Corrales
- Gámeza
- Pantano de Vargas
- Boyacá

Grande Colombie (1819-1824)
- Campagne fluviale et navale
- Campagne de Pasto

La bataille de Gámeza est une opération militaire de la guerre d'indépendance de la Colombie, effectuée le 11 juillet 1819 sur le pont de Gameza, à Gámeza, dans l'actuel département de Boyacá. Elle fait partie de la Campagne libératrice de la Nouvelle-Grenade.

## Contexte
Simón Bolívar préparait une nouvelle offensive pour libérer le Venezuela de la domination espagnole. Le général de brigade Francisco de Paula Santander persuade le Libertador que la Nouvelle-Grenade est un terrain propice à  une campagne, de sorte que le Libérateur crée une division d'avant-garde dans les plaines de Casanare dont il lui donne le commandement pour faire marche vers l'intérieur, tandis que José Antonio Páez fait de même au Venezuela. Le 11 juin 1819, le général Bolívar rejoint les troupes de Santander à Tame, et avec une armée comptant environ 2 500 hommes (1 800 pour Santander et 700 pour Bolívar après de nombreuses désertions sur le chemin), commence l'ascension de la cordillère Orientale, l'avant-garde rencontrant l'ennemi le 27 juin au niveau de la ville de Paya, obtenant la première victoire de la campagne lors de la bataille de Paya ou des Thermopyles. L'armée poursuit le passage tortueux à travers le páramo de Pisba. Arrivée dans la ville de Socha, l'armée libaratrice s'accorde quatre jours de repos pour se remettre du difficile voyage, reconstituer les réserves et réorganiser les armes et les munitions.

## Succès préliminaire de Corrales
Le lendemain de l'arrivée à Socha, Bolívar ordonne une inspection de la zone qui trouve un détachement royaliste à Corrales de Bonza. José María Barreiro, alors en poste à Sogamoso, est informé de la présence des troupes insurgées et ordonne leur expulsion avec deux colonnes de 800 hommes chacune, sur les deux côtés de la rivière Sogamoso. Les patriotes perdent toute leur infanterie, avec 200 victimes, tandis que leur cavalerie a subi une perte de 20 tués, 5 blessés et 70 chevaux capturés. Barreiro avance ensuite vers le pont du río Gameza, établissant son quartier général à Tópaga. Le jour suivant, les royalistes et les patriotes s'affrontent de nouveau lors de la bataille de Gameza.

## Déroulement de la bataille
Les troupes libératrices reculant, le bataillon Cazadores, alors sous le commandement du jeune major Joaquín París Ricaurte, récupère des vêtements, aliments et autres éléments logistique de la population de Socha pour recomposer l'armée. Bolívar commence à concevoir la stratégie pour attaquer les royalistes, sous les ordres du colonel José María Barreiro, postés à Sogamoso pour garder la principale voie d'accès à Bogota. 
Tandis qu'elles avancent, les troupes de Bolívar sont attaquées et défaites par les royalistes à Gámeza. Le commandant des patriotes doit se replier vers Tasco, sur la rive est du río Chicamocha, et ordonne que l'avant-garde, sous le commandement de Santander, retourne à Gámeza pour attaquer l'avancée royaliste. Le bataillon Cazadores, à l'avant-garde de la division, est attaqué sur le trajet, ce qui pousse Joaquín París à prendre la décision de longer le río Gámeza jusqu'à Tópaga, ville située en hauteur et qui permet un accès à Gámeza par un autre flanc.
Santander, voyant que París se dirige avec sa colonne à côté d'un mur de pierre, faisant une cible facile pour Barreiro, s'avance avec une escorte pour suggérer à París un autre site, mais le major lui répond : « Je ne me déclarerai pas défait avant que les espagnols me vainquent en combat loyal ».
Santander retourne à l'arrière pour charger avec le reste de ses hommes et la fusillade commence immédiatement, supportée par la division d'avant-garde avec vaillance, parvenant à ce que Barreiro laisse l'accès libre à Gámeza.
Lors d'une nouvelle avancée des troupes libératrices a lieu un autre échange avec les royalistes. Le général Santander est blessé au cou mais reste à son poste de commandement.

## Conclusions
Les patriotes disent avoir subi 12 morts et 76 blessés et prisonniers, et revendiquent 200 royalistes tués, blessés et prisonniers. Le bataillon Cazadores a perdu 2 capitaines, 3 officiers subalternes, le lieutenant-porteur et plusieurs sous-officiers ou soldats. 
Le commandant espagnol Barreiro a écrit une lettre au vice-roi l'informant pour sa part qu'il a subi 16 morts et 57 blessés, et tués 80 insurgés, soit un chiffre de 150 victimes avec les blessés. Il ajoute également un certain nombre de prisonniers, et la capture de plus de 100 armes à feu.
Le résultat de la bataille est contesté et les deux parties s'attribuent la victoire. Les patriotes ne parviennent pas à prendre le pont de Gámeza, mais Barreiro ne peut pas empêcher l'invasion de Tunja, porte de l'altiplano cundiboyacense. Bolívar avance en direction du pantano de Vargas pour surprendre l'arrière-garde royaliste, ce qui donnera lieu à l'affrontement le plus sanglant de la campagne libératrice lors de la bataille du Pantano de Vargas.